# Festa del Santissimo Salvatore della Trasfigurazione a Cefalù
La festa del Santissimo Salvatore della Trasfigurazione è la festa principale di Cefalù; è dedicata al Santissimo Salvatore, titolare della Basilica Cattedrale di origine normanna. Si celebra dal 2 al 6 agosto, periodo durante il quale gli agricoltori, che hanno da poco finito la mietitura e la trebbiatura, si trovano a riposare e a gioire per il raccolto.

## Storia

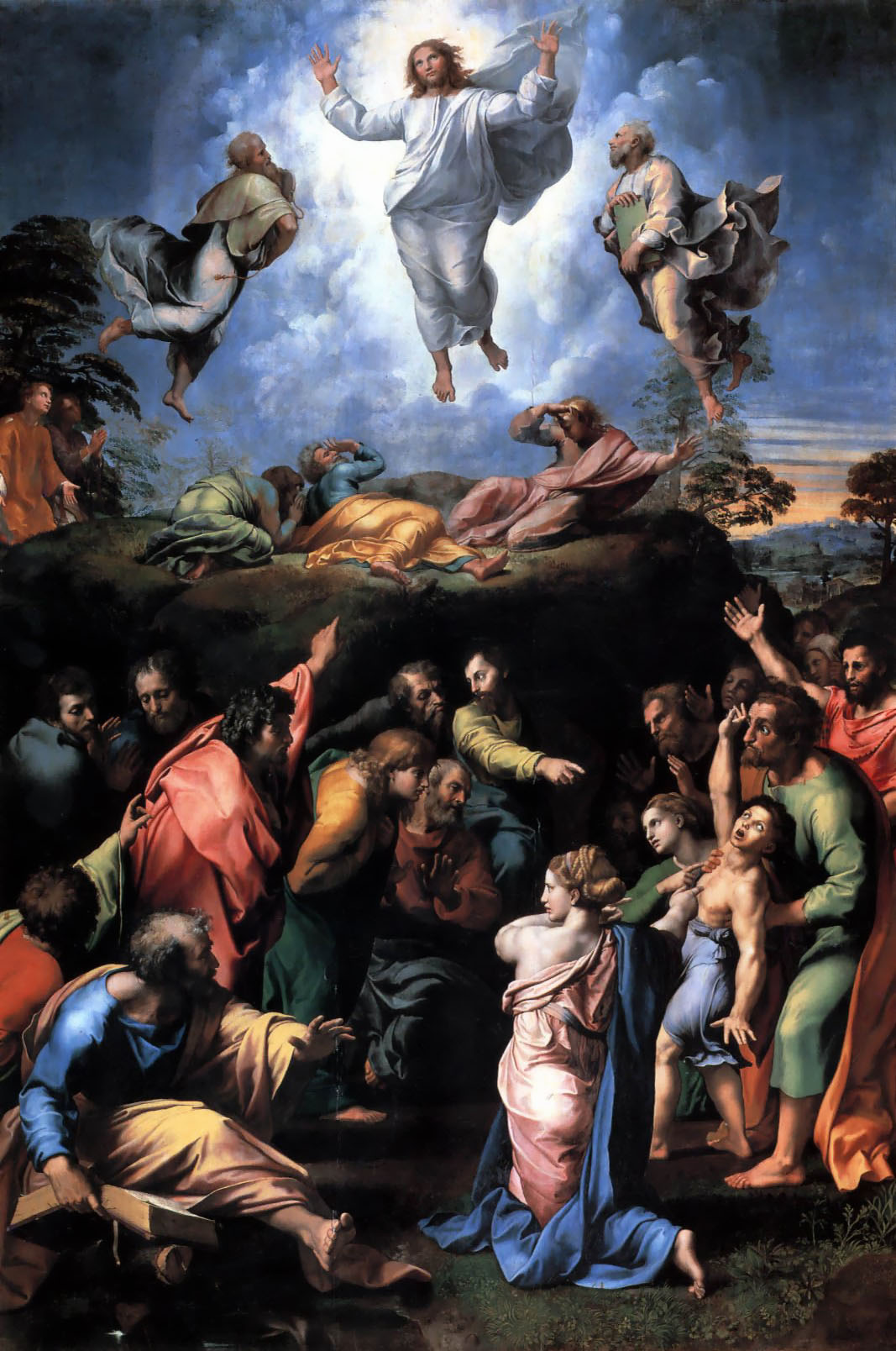
La Trasfigurazione di Raffaello

### Origini sulla liturgia
La Liturgia della Trasfigurazione viene istituita in occidente nell'ambito della liturgia romana solo nel 1457 ad opera di Callisto III che aveva inteso manifestare, con la festività della Trasfigurazione, la gratitudine della Chiesa per la vittoria a Belgrado ottenuta dalle armi cristiane contro la possente armata turca votata a distruggere la civiltà europea e cristiana. Nel mondo orientale, però, la solennizzazione della Trasfigurazione è da farsi risalire a prima del IV secolo, epoca in cui l'Imperatrice Elena faceva erigere sul Tabor una Basilica della Trasfigurazione. in Sicilia, è ormai accertato, che la Trasfigurazione vive sin da XII secolo ed è legata strettamente al periodo ruggeriano.
L'episodio della trasfigurazione è narrato nei tre vangeli sinottici (Vangelo secondo Marco 9,2-8, Vangelo secondo Matteo 17,1-8, Vangelo secondo Luca 9,28-36). Secondo questi testi Gesù dopo essersi appartato con i discepoli Pietro, Giacomo e Giovanni, cambiò aspetto mostrandosi ai tre discepoli con uno straordinario splendore della persona e una stupefacente bianchezza delle vesti. In questo contesto l'apparizione di Mosè ed Elia che conversano con Gesù e una voce da una nube che dichiara la figliolanza divina di Gesù. Lo splendore di Cristo richiama la sua trascendenza, la presenza di Mosè ed Elia simboleggia la legge e i profeti che hanno annunciato sia la venuta del Messia che la sua passione e glorificazione, la nube si riferisce a teofanie già documentate nell'Antico Testamento.

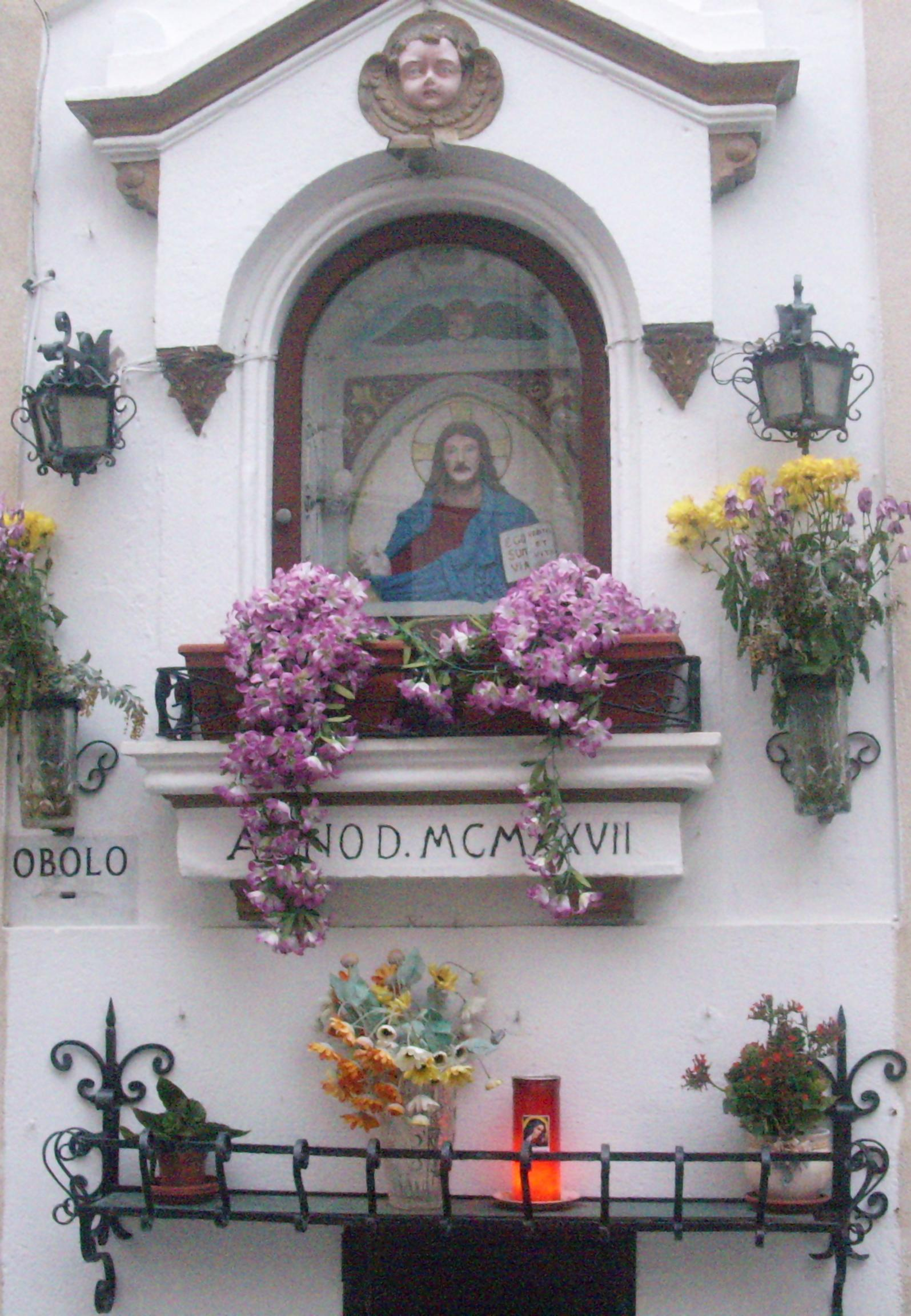
Edicola votiva dedicata al S.S. Salvatore

### Il legame di Cefalù con il Santissimo Salvatore
La devozione della città di Cefalù al Santissimo Salvatore ha sicuramente inizio con la costruzione della Basilica Cattedrale da parte del re normanno Ruggero II, che all'interno progetta e realizza il grande avvenimento evangelico della Trasfigurazione di Gesù attraverso il grandioso mosaico raffigurante il Cristo Pantocratore. Il primo riferimento alla festività del SS. Salvatore, per quel che sappiamo, lo troviamo in una pergamena del 1159 e, in seguito, troviamo altre tracce documentarie nell'atto di fondazione di una confraternita cefaludese, già attiva nel 1212 e nell'elenco dei Giudei e dei Servi di cui si serviva la Chiesa di Cefalù nella Festa del SS. Salvatore per i forestieri ospiti nel suo Palazzo.
Ma l'evento che lega Cefalù al suo Santo Patrono in modo indissolubile, è il violento terremoto del 5 febbraio 1783, che scuote la Sicilia intera; Cefalù ne uscirà miracolosamente intatta sotto l'invocazione del popolo al Santissimo Salvatore. In seguito i festeggiamenti saranno spostati al mese di agosto, sia per la stagione estiva più propizia sia per farla coincidere con la vigilia della Solennità della Trasfigurazione dei Cristo.
Il legame con il SS. Salvatore diverrà sempre più forte nel tempo, tanto che il Comune delibererà che nel suo stemma sopra i tre pesci e il pane, simboli di Cefalù, apporrà l'effigie di Cristo Re del Mondo.

## Festeggiamenti

### Il dispiegamento della bandiera

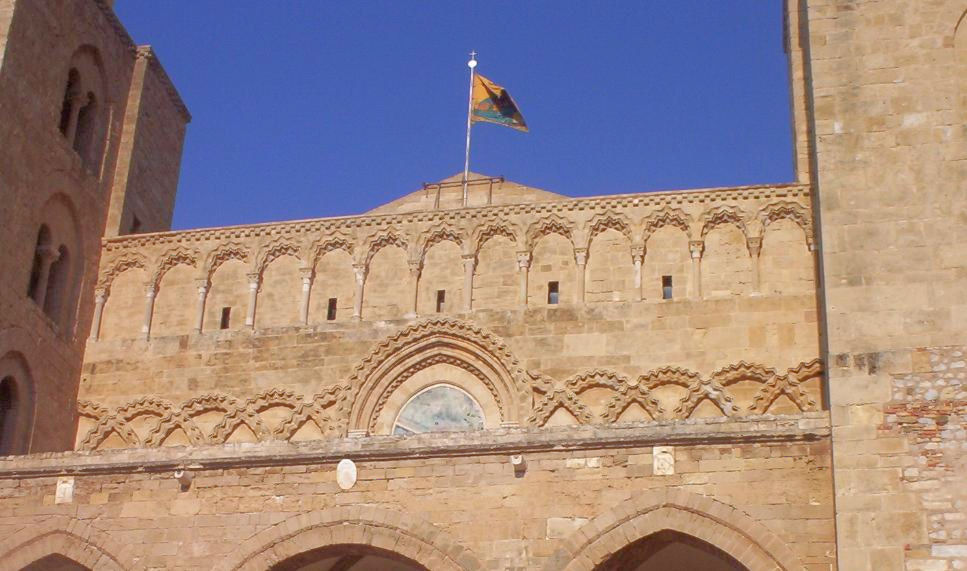
Il dispiegamento della bandiera sulla cattedrale (2004)

Cefalù inizia a festeggiare la Trasfigurazione sin dal 2 di agosto con una cerimonia commovente e suggestiva: il dispiegamento della Bandiera di Cristo Pantocratore al centro dei due torrioni della Basilica-Cattedrale al contemporaneo suono di tutte le campane della Città all'esplosione dei petardi ad imitazione del suono delle bombarde. L'innalzamento di tale bandiera, ed il resto delle tradizioni, non sono assolutamente da legarsi alla sola liturgia. Infatti, sappiamo che a Cefalù si praticava il porto-franco nel corso della fiera che aveva inizio proprio il 2 di agosto di ogni anno e si concludeva il 10 dello stesso mese. L'usanza è antichissima, certamente risale ai tempi stessi di Ruggero, dal momento che decine furono i privilegi che egli, da re, diede alla città e al vescovato di Monsignor Faraone, allorquando dipendevano le dogane della Città, il predetto Vescovo con l'assenso dei Giurati della Città di Cefalù e con il consenso espresso da Cesare De Flore "dohanerii maioris Cephaludensis Ecclesiae" concede "l'immunitas nundinarum" cioè l'esenzione doganale per ogni sorta di genere e di animali per otto giorni di mercato, per otto giorni dal 2 al 10 agosto di ogni anno nella Solennità del S.S. Salvatore. Al suono delle bombarde i mercanti potevano entrare per terra e per mare in "franchigia". Ancora oggi al 2 di agosto la bandiera del Salvatore viene dispiegata ed al 10 ammainata.

### La'ntinna a mari
Il pomeriggio dell'ultima giornata dei festeggiamenti si svolge una gara chiamata Antinna a mari. Questa gara voluta dai pescatori, da essi curata, organizzata e realizzata, è una gara che nella sua semplicità racchiude l'essenza stessa del legame uomo-barca, uomo-mare. La gara vede giovani ed anziani pescatori protesi alla conquista di una bandierina colorata attaccata alla punta di un lunghissimo tronco, reso scivoloso da grassi animali, che viene sistemato orizzontalmente al mare e saldamente fissato alla banchina. Chi riesce a prendere la bandiera quasi sempre sottolinea la vittoria con il grido "Viva il S.S. Salvatore", a cui fa coro tutto il pubblico presente. Sulle origini storiche della gara non si hanno notizie certe. L'ipotesi più coerente è quella secondo cui la gara è nata dal gioco che compivano i marinai sulle antiche navi a vela che, nella parte della prora, avevano un albero chiamato di Bompresso.

### La solenne processione

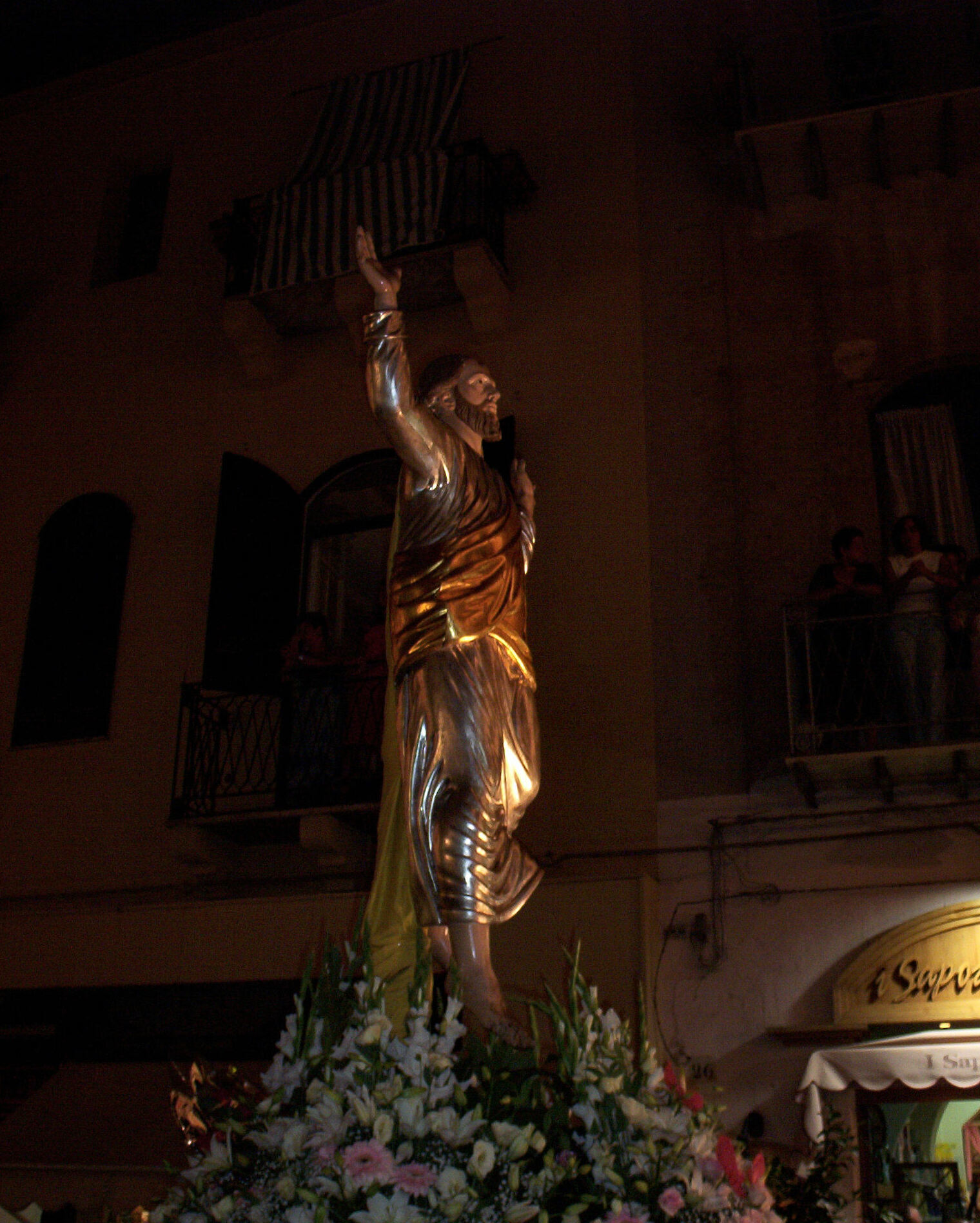
Processione del 6 agosto 2003

Nel tardo pomeriggio ha luogo la solenne processione del S.S. Salvatore. Il simulacro del Cristo (XIX sec.), opera dello scultore cefaludese Salvatore Restivo, si ritrova ben presto in mezzo al suo popolo devoto, a concedere grazie, a raccogliere promesse e preghiere, e ad asciugare le lacrime dei più devoti. La lunga processione si svolge in assoluto silenzio, ricca di preghiere, canti e benedizioni, in particolare quella del mare cara ai cefaludesi pescatori, il quale invocano il Salvatore nelle loro battute di pesca.
A fine processione la piazza Duomo è gremita di fedeli. Il discorso del Vescovo conclude i festeggiamenti in onore del Salvatore.
Alla fine al grido di "Viva Gesù Salvatore" il simulacro del Cristo risale lentamente la scalinata del Duomo, dando l'impressione che con le sue braccia riabbraccia per l'ultima volta il suo popolo devoto. La serata viene conclusa (tranne alcune volte in cui salta, o viene posticipata) da uno spettacolo pirotecnico sul lungomare della cittadina, chiudendo tra mille luci, tanti colori e assordanti botti, la festa del SS. Salvatore.